# Katzenbergtunnel (Würzburg)
Der Katzenbergtunnel ist ein 570 Meter langer Straßentunnel der Bundesautobahn 3 zwischen den Anschlussstellen Würzburg-Heidingsfeld und Würzburg/Randersacker. Er ist Teil des sechsstreifigen Ausbaus der Autobahn zwischen Aschaffenburg und Nürnberg.
Im Sommer 2014 wurde der Bauauftrag für 33,7 Mio. Euro (inkl. Mehrwertsteuer) vergeben.
Die nördliche Röhre wurde im Februar 2018 in Betrieb genommen, die südliche folgte im Herbst 2020. Seit dem 20. Dezember 2020 sind beide Röhren im Richtungsverkehr freigegeben. Ende Januar 2021 war der Ausbau der Richtungsfahrbahn Nürnberg abgeschlossen. Nacharbeiten im Bereich des Lärmschutzes und des Erdbaus dauerten bis Herbst 2021.
Die Nordröhre hat vier Fahrstreifen und 19,45 bis 22,65 Meter Spannweite, die Südröhre drei Fahrstreifen und 17,70 Meter Spannweite. Bei einer lichten Höhe von mindestens 6,2 Meter besitzen beide Röhren außerdem je einen Seitenstreifen und 1,0 Meter breite Notgehwege. Zwischen Süd- und Nordröhre sind im Bereich der Mittelwand sieben Fluchttüren angeordnet. Die Tunnelportale sowie ein Fluchtstollen in der Mitte des Tunnels neben dem teilweise überschütteten Betriebsgebäude dienen als Ausgänge ins Freie. Die Nordröhre wird mit Strahlventilatoren zwangsentlüftet. Die Südröhre wird durch den Kamineffekt und den Richtungsverkehr in gleicher Richtung auf natürliche Art und Weise be- und entlüftet. Des Weiteren sind Abgastrennwände mit einer Länge von 30 Metern im Mittelstreifen an den Tunnelportalen vorhanden, um eine Verwirbelung der Luftströme der getrennten Röhren zu vermeiden.
Das Bauwerk besteht aus zweizelligen Stahlbetonrahmen und setzt sich aus 57 Blöcken mit einer Blocklänge von je zehn Metern zusammen. Die Herstellung erfolgte in offener Bauweise. Nach Fertigstellung wurde das Bauwerk überschüttet. Die 1,2 Meter dicken, bis zu 9 Meter hohen Tunnelwände sind auf Bohrpfählen mit einem Durchmesser von 1,20 Metern gegründet. Die Tunneldecke ist an den Wänden 1,80 Meter dick, in Feldmitte etwa 1,20 Meter. Im Regelfall gilt im Tunnel ein Tempolimit von 100 km/h, welches im Bedarfsfall durch Wechselverkehrszeichenanzeigen geändert werden kann.